# MobileGT
Le nom mobileGT renvoie à la fois à une architecture d'ordinateur et à une alliance de compagnies spécialisées dans la diffusion de contenus et dans la télématique.
La plateforme mobileGT vise les domaines de la construction automobile et des appareils électroniques basés sur l’architecture Power.  L'alliance mobileGT a été initiée par la compagnie Motorola en 2000 et regroupe à présent[Quand ?] une grille de membres dans des domaines divers tels que RTOS, l'intergiciel, le logiciel, le graphique, l'audio, les technologies sans fil, les outils de développement et de navigation sur Internet. Les applications basées sur cette plateforme se retrouvent dans les tableaux de bord de voitures, notamment chez BMW, Ford, General Motors, Hyundai et Mercedes-Benz ; on les retrouve également dans des environnements informatiques comme ceux d'Efika (en).